# Franz König
Franz König (Rabenstein, 3 agosto 1905 – Vienna, 13 marzo 2004) è stato un cardinale e arcivescovo cattolico austriaco.

## Biografia
Nacque a Rabenstein il 3 agosto 1905.
Si laureò in scienze naturali e filosofia con soggiorni di studio a Roma, Vienna e Lille. Dal 1927 al 1933 studiò alla Pontificia Università Gregoriana e al Pontificio Istituto Biblico di Roma. Nel '33 fu ordinato sacerdote.
Papa Giovanni XXIII lo elevò al rango di cardinale nel concistoro del 15 dicembre 1958.
È stato il cardinale nominato da papa Giovanni XXIII che è rimasto più a lungo in carica (46 anni). Definì il Concilio Vaticano II "luce della mia vita".
Nel '64 fondò l'associazione Pro Oriente che promuoveva il dialogo ecumenico con i Cristiani di rito orientale.
Dopo l'incontro tenutosi l'11 aprile 1969 nel convento del Divino Maestro ad Ariccia, fu protagonista di una serie di strette di mano pubbliche fra alti prelati e capi della Massoneria.
Nel conclave dell'ottobre 1978, dopo i due scrutini andati a vuoto nella sterile contrapposizione tra i cardinali Siri e Benelli, propose la candidatura del cardinale Karol Wojtyła, suo amico, che ebbe successo portandolo al soglio pontificio.
Morì il 13 marzo 2004 all'età di 98 anni, ultimo superstite delle creazioni cardinalizie di Giovanni XXIII. La salma è stata inumata nel Duomo di Vienna.
Poliglotta, aveva un'ottima padronanza del russo, persiano, assiro e del siriaco.

## Genealogia episcopale e successione apostolica
La genealogia episcopale è:
- Cardinale Scipione Rebiba
- Cardinale Giulio Antonio Santori
- Cardinale Girolamo Bernerio, O.P.
- Arcivescovo Galeazzo Sanvitale
- Cardinale Ludovico Ludovisi
- Cardinale Luigi Caetani
- Cardinale Ulderico Carpegna
- Cardinale Paluzzo Paluzzi Altieri degli Albertoni
- Papa Benedetto XIII
- Papa Benedetto XIV
- Papa Clemente XIII
- Cardinale Bernardino Giraud
- Cardinale Alessandro Mattei
- Cardinale Pietro Francesco Galleffi
- Cardinale Giacomo Filippo Fransoni
- Cardinale Carlo Sacconi
- Cardinale Edward Henry Howard
- Cardinale Mariano Rampolla del Tindaro
- Cardinale Rafael Merry del Val
- Cardinale Raffaele Scapinelli di Leguigno
- Cardinale Friedrich Gustav Piffl
- Vescovo Michael Memelauer
- Cardinale Franz König

La successione apostolica è:
- Vescovo Joseph Streidt (1956)
- Arcivescovo Ottavio De Liva (1962)
- Vescovo Jakob Weinbacher (1962)
- Vescovo Friedrich Helmel, S.V.D. (1966)
- Vescovo Denis Martin Tapsoba, M. Afr. (1966)
- Vescovo Karl Moser (1969)
- Vescovo Florian Kuntner (1977)
- Vescovo Helmut Krätzl (1977)
- Arcivescovo Donato Squicciarini (1978)
- Vescovo Maximilian Aichern, O.S.B. (1982)
- Cardinale Hans Hermann Groër, O.S.B. (1986)